# Mario Pisu
Mario Pisu (Montecchio Emilia, 21 maggio 1910 – Velletri, 17 luglio 1976) è stato un attore e doppiatore italiano.

## Biografia

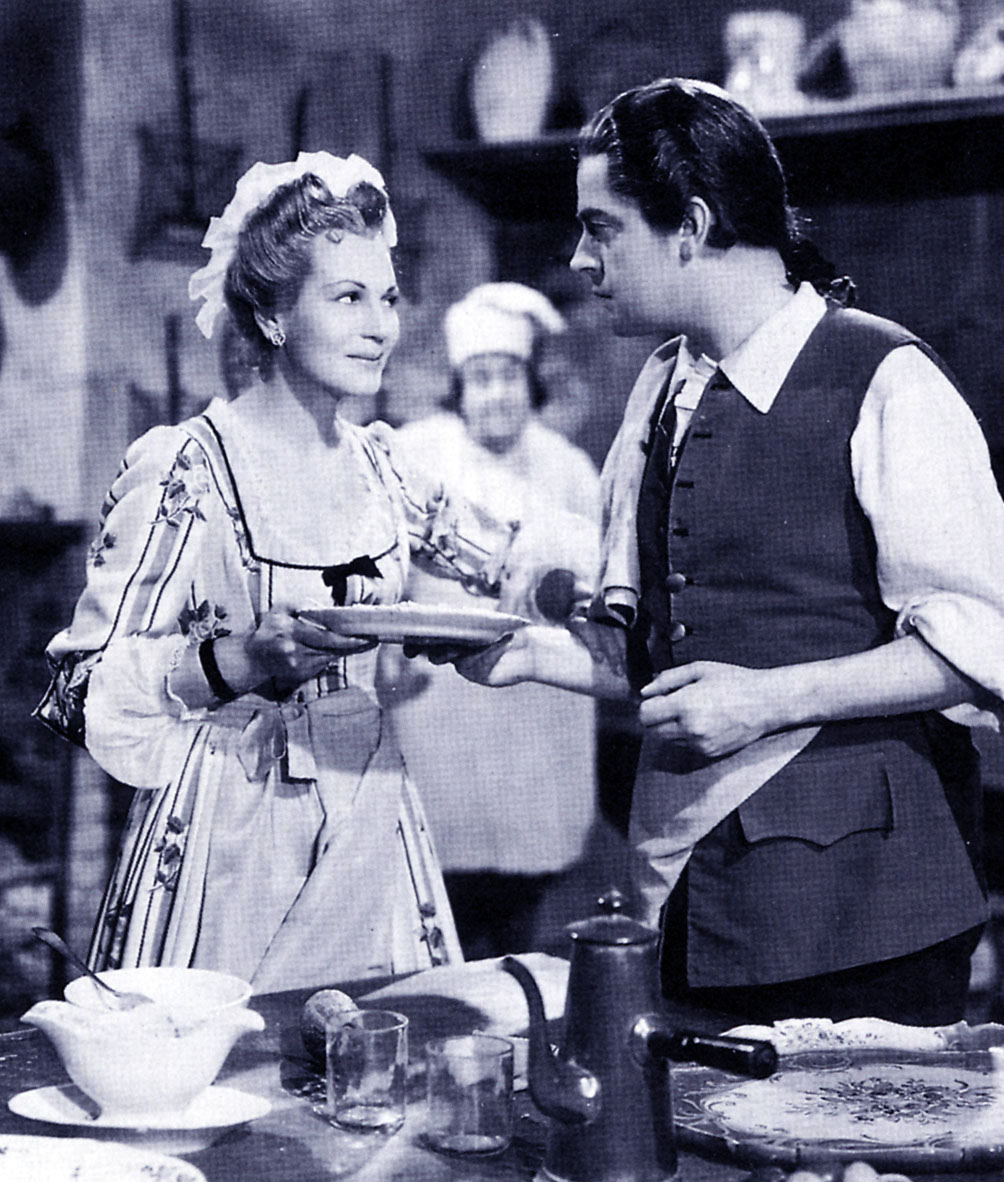
Mario Pisu con Luisa Ferida ne La locandiera (1944)

Era fratello maggiore di Raffaele. Alto, di bella presenza ed elegante figura, è stato attore stimato e quotato dapprima nel teatro e poi nel cinema, settori in cui debutta pressoché contemporaneamente pur non giungendo mai al ruolo di protagonista. Da "primo attor giovane" in teatro ad antagonista sullo schermo, Mario Pisu si costruisce una carriera di tutto rispetto recitando in teatro accanto ad attori del calibro di Evi Maltagliati, Andreina Pagnani, Rina Morelli, Paolo Stoppa e Gino Cervi.
Nel 1945 è chiamato da Luchino Visconti per recitare, grazie alla dizione limpida, il prologo in Antigone di Jean Anouilh; viene riconfermato alcuni anni dopo per la prima rappresentazione in Italia di Morte di un commesso viaggiatore (1951) e, sempre con Visconti, per Zio Vanja (1955). In campo cinematografico fu richiesto da Goffredo Alessandrini, Luigi Chiarini, Carmine Gallone, Renato Castellani, Luigi Zampa, Federico Fellini, che gli affidò due ruoli in 8½ (1963) e Giulietta degli spiriti (1965).
Intensa e importante è anche l'attività televisiva, che lo vide innumerosi sceneggiati fra cui Le anime morte (1963) diretto da Edmo Fenoglio, che lo diresse anche ne I grandi camaleonti del 1964, anno in cui partecipa a Ultima Bohème di Silverio Blasi. Successivamente compare nel 1965 in Resurrezione di Franco Enriquez, nel 1967 ne I promessi sposi di Sandro Bolchi e in Breve gloria di mister Miffin di Anton Giulio Majano, finché nel 1968 è protagonista ne Il Circolo Pickwick di Ugo Gregoretti. E interprete inoltre degli episodi Lungo viaggio di ritorno nel 1962 per la serie I drammi marini, Circuito chiuso (1969) per la serie Nero Wolfe, Uomo avvisato (1972) per la serie Di fronte alla legge, oltre a parecchie commedie trasposte sul piccolo schermo.
Di notevole intensità è anche l'attività nel doppiaggio, dove rappresenta una delle voci più assidue della seconda generazione, prestando la sua voce calda e modulata ad attori come Gregory Peck, John Wayne, Lee J. Cobb, Robert Mitchum, Walter Pidgeon, Victor Mature e moltissimi altri fra cui anche attori italiani, come Raf Vallone in Anna. È inoltre la voce narrante della versione italiana de La conquista del West. Nel 1954 tenta la carta della regia con La grande avventura (di cui scrive anche il soggetto), con trascurabili risultati.
Morì il 17 luglio 1976 all'ospedale di Velletri per un'emorragia cerebrale. Riposa presso il Cimitero di Velletri.

## Vita privata
Sposato con l'attrice Lilli Trucchi dalla quale ebbe due figli: Silverio – che apparve con il padre in alcuni film degli anni quaranta – e Renata, giornalista e sinologa.

## Filmografia

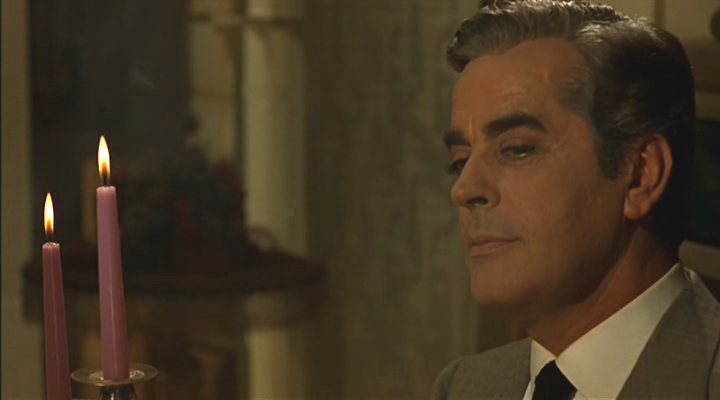
Mario Pisu in Giulietta degli spiriti (1965)

### Attore
- Re burlone, regia di Enrico Guazzoni (1935)
- Passaporto rosso, regia di Guido Brignone (1935)
- L'aria del continente, regia di Gennaro Righelli (1935)
- Amazzoni bianche, regia di Gennaro Righelli (1936)
- Re di danari, regia di Enrico Guazzoni (1936)
- È tornato carnevale, regia di Raffaello Matarazzo (1937)
- L'ultima nemica, regia di Umberto Barbaro (1938)
- Crispino e la comare, regia di Vincenzo Sorelli (1938)
- Il suo destino, regia di Enrico Guazzoni (1938)
- La sposa dei Re, regia di Duilio Coletti (1938)
- Manovre d'amore, regia di Gennaro Righelli (1940)
- Cenerentola e il signor Bonaventura, regia di Sergio Tofano (1942)
- Noi vivi, regia di Goffredo Alessandrini (1942)
- Addio Kira!, regia di Goffredo Alessandrini (1942)
- Il nostro prossimo, regia di Gherardo Gherardi e Aldo Rossi (1943)
- Lettere al sottotenente, regia di Goffredo Alessandrini (1943)
- La locandiera, regia di Luigi Chiarini (1944)
- Il ratto delle Sabine, regia di Mario Bonnard (1945)
- Il canto della vita, regia di Carmine Gallone (1945)
- Il marito povero, regia di Gaetano Amata (1946)
- Biraghin, regia di Carmine Gallone (1946)
- Mio figlio professore, regia di Renato Castellani (1946)
- Il vedovo allegro, regia di Mario Mattoli (1949)
- Margherita da Cortona, regia di Mario Bonnard (1950)
- Il diavolo in convento, regia di Nunzio Malasomma (1951)
- Io sono il Capataz, regia di Giorgio Simonelli (1951)
- Le due verità, regia di Antonio Leonviola (1951)
- Il mago per forza, regia di Vittorio Metz e Marcello Marchesi (1951)
- Gli uomini non guardano il cielo, regia di Umberto Scarpelli (1952)
- Cinque poveri in automobile, regia di Mario Mattoli (1952)
- Dieci canzoni d'amore da salvare, regia di Flavio Calzavara (1953)
- Di qua, di là del Piave, regia di Guido Leoni (1954)
- La grande avventura (1954) soggetto e regia
- Totò all'inferno, regia di Camillo Mastrocinque (1955)
- Primo amore, regia di Mario Camerini (1959)
- Annibale, regia di Carlo Ludovico Bragaglia (1959)
- I cosacchi, regia di Giorgio Rivalta (1960)
- Mariti a congresso, regia di Luigi Filippo D'Amico (1961)
- Gli anni ruggenti, regia di Luigi Zampa (1962)
- Lo smemorato di Collegno, regia di Sergio Corbucci (1962)
- I motorizzati, regia di Camillo Mastrocinque (1962)
- 8½, regia di Federico Fellini (1963)
- Totò sexy, regia di Mario Amendola (1963)
- Zorro e i tre moschettieri, regia di Luigi Capuano (1963)
- I compagni, regia di Mario Monicelli (1963)
- I diavoli di Spartivento, regia di Leopoldo Savona (1963)
- Soldati e caporali, regia di Mario Amendola (1964)
- Tre gendarmi a New York (Le Gendarme à New York), regia di Jean Girault (1965)
- Giulietta degli spiriti, regia di Federico Fellini (1965)
- La fortuna è femmina, episodio de I soldi, regia di Gianni Puccini e Giorgio Cavedon (1965)
- La solitudine, episodio de La violenza e l'amore, regia di Adimaro Sala (1965)
- Lo scippo, regia di Nando Cicero (1965)
- Io, io, io... e gli altri, regia di Alessandro Blasetti (1966)
- Come svaligiammo la Banca d'Italia, regia di Lucio Fulci (1966)
- Te lo leggo negli occhi, regia di Camillo Mastrocinque (1966)
- Spia spione, regia di Bruno Corbucci (1966)
- Adulterio all'italiana, regia di Pasquale Festa Campanile (1966)
- Il marito di Olga, episodio de I nostri mariti, regia di Luigi Zampa (1966)
- Scusi, lei è favorevole o contrario?, regia di Alberto Sordi (1966)
- OSS 117 a Tokyo si muore (Atout coeur à Tokyo pour OSS 117), regia di Michel Boisrond (1966)
- Avventurieri per una rivolta (Estouffade à la Caraibe), regia di Jacques Besnard (1967)
- Johnny Banco, regia di Yves Allégret (1967)
- Le calde notti di Lady Hamilton, regia di Christian-Jaque (1968)
- Morire gratis, regia di Sandro Franchina (1968)
- Temptation, regia di Lamberto Benvenuti (1968)
- L'amore è come il sole, regia di Carlo Lombardi (1969)
- Zingara, regia di Mariano Laurenti (1969)
- Detenuto in attesa di giudizio, regia di Nanni Loy (1971)
- Siamo tutti in libertà provvisoria, regia di Manlio Scarpelli (1971)
- Il boss, regia di Fernando Di Leo (1973)
- Il clan del quartiere latino (Sans sommation), regia di Bruno Gantillon (1973)
- Io e lui, regia di Luciano Salce (1973)
- Paolo il caldo, regia di Marco Vicario (1973)
- Carnalità, regia di Alfredo Rizzo (1974)
- Ordine firmato in bianco, regia di Gianni Manera (1974)
- Blue Jeans, regia di Mario Imperoli (1975)
- Conviene far bene l'amore, regia di Pasquale Festa Campanile (1975)
- L'infermiera, regia di Nello Rossati (1975)
- Il giustiziere di mezzogiorno, regia di Mario Amendola (1975)
- Gli amici di Nick Hezard, regia di Fernando Di Leo (1976)
- Sorbole... che romagnola, regia di Alfredo Rizzo (1976)

#### Televisione (parziale)
- I drammi marini – serie TV, episodio Lungo viaggio di ritorno (1962)
- Le anime morte, regia di Edmo Fenoglio – miniserie TV (1963)
- Il cardinale Lambertini, prosa teatrale, regia di Silverio Blasi, trasmesso sul programma nazionale (1963)
- I grandi camaleonti, regia di Edmo Fenoglio – miniserie TV (1964)
- Ultima Bohème, regia di Silverio Blasi – miniserie TV (1964)
- Il giocatore, regia di Edmo Fenoglio - miniserie TV (1965)
- Resurrezione, regia di Franco Enriquez – miniserie TV (1965)
- I promessi sposi, regia di Sandro Bolchi – miniserie TV (1967)
- Breve gloria di mister Miffin, regia di Anton Giulio Majano – miniserie TV (1967)
- Il Circolo Pickwick, regia di Ugo Gregoretti – miniserie TV (1968)
- I corvi di Henry Becque, regia di Sandro Bolchi, trasmessa il 7 gennaio 1969.
- Nero Wolfe – serie TV, episodio 1x02 (1969)
- Di fronte alla legge – serie TV, episodio Uomo avvisato (1972)
- Appuntamento a Senlis, di Jean Anouilh, regia di Fulvio Tolusso trasmesso nel 1972.

## Prosa radiofonica Rai
- Quintetto, di Cesare Giulio Viola, regia di Guglielmo Morandi, trasmessa il 26 febbraio 1948.
- Aspettando Godot, di Samuel Beckett, regia di Pietro Masserano Taricco, trasmessa il 28 maggio 1954
- I giorni della vita, di William Saroyan, regia di Marco Visconti, trasmessa il 5 dicembre 1955
- La vita e la morte di Re Giovanni, dramma di William Shakespeare, regia di Pietro Masserano Taricco, trasmesso il  22 aprile 1956
- Dio salvi la Scozia, commedia di Nicola Manzari, regia di Sandro Bolchi, trasmessa il 6 febbraio 1962

## Doppiaggio

### Film cinema
- Anthony Quinn in Cavalleria rusticana, Ulisse, Ballata selvaggia, I cannoni di Navarone, Una faccia piena di pugni, La maschera del vendicatore
- Walter Pidgeon in La ninfa degli antipodi, La sposa sognata, L'ultima volta che vidi Parigi, Il bruto e la bella, La signora Miniver
- Saro Urzì in Il ritorno di don Camillo, Don Camillo e l'onorevole Peppone, Don Camillo monsignore... ma non troppo, Il compagno don Camillo
- John Wayne in I diavoli alati, La taverna dei sette peccati, La signorina e il cowboy, Il massacro di Fort Apache
- Victor Mature in Controspionaggio, Sabato tragico, La tunica
- Ward Bond in La vita è meravigliosa, Alba di gloria, Un dollaro d'onore
- Ted de Corsia in La città è salva, Tre segreti
- Lee Marvin in Prima linea, Cat Ballou, La nave dei folli, I professionisti
- André Morell in La furia dei Baskerville, Il cavaliere del mistero
- Kenneth Tobey in La cosa da un altro mondo
- Nehemiah Persoff in A qualcuno piace caldo
- Emilio Cigoli in Siluri umani
- Gregory Peck in Il cucciolo
- Robert Mitchum in Duello nell'Atlantico, La magnifica preda
- Craig Stevens in Sui marciapiedi
- George Brent in Crociera di lusso
- Aldo Ray in Non siamo angeli
- Fred Clark in Una Cadillac tutta d'oro
- Woody Strode in Spartacus
- Mino Doro in Due settimane in un'altra città
- Fred MacMurray in I ragazzi di Camp Siddons, Il mondo è delle donne
- John Carroll in I falchi di Rangoon
- Lee J. Cobb in Fronte del porto, L'uomo dal vestito grigio
- Otto Eduard Hasse in Io confesso
- Marshall Bradford in Cacciatori di frontiera
- Robert Preston in Il fuorilegge
- Richard Conte in Chiamate Nord 777
- Tim Holt in Il tesoro della Sierra Madre
- Richard Whorf in Assalto al cielo
- Alex Nicol in L'uomo di Laramie
- Frank Lovejoy in Virginia, dieci in amore
- Bruce Cowling in Bastogne
- Gene Barry in Il contrabbandiere
- Jerome Cowan in Sono innocente
- Jack Palance in Il calice d'argento
- Jack Webb in Il cerchio di fuoco
- David Brian in I dannati non piangono
- John Gregson in Sopra di noi il mare
- Gilbert Roland in Malesia
- Walter Matthau in Dietro lo specchio
- René Dary in Grisbì
- Marcel Cerdan in Al diavolo la celebrità
- Lamberto Maggiorani in Achtung! Banditi!
- Fortunio Bonanova in Duello sulla Sierra Madre
- Ernst Schröder in Resurrezione
- Michael Pate in Il mago Houdini
- Víctor Junco in Bandido
- Mario Terribile in Napoli piange e ride
- Royal Dano in Il re dei re
- Robert J. Wilke in Sangue sul fiume
- John Larch in La tragedia del Rio Grande
- Hugh McDermott in Gente di notte
- Paul Cavanagh in La maschera di cera
- Howard Da Silva in La 14ª ora
- Charles Dorat in La bella brigata
- Edoardo Toniolo in Giovanni dalle Bande Nere
- Alberto Vecchietti in Il commissario
- Jack Haley in Il mago di Oz

### Film d'animazione
- Capitano in La carica dei cento e uno
- Stocafis in Asterix e Cleopatra

## Teatro
- Hai fatto un affare, commedia di Aldo Fabrizi, Marcello Marchesi, Mario Mattoli, con Aldo Fabrizi, Giulia Belsani, Nando Bruno, Maria Donati, Ave Ninchi, Mario Pisu, Carlo Romano, regia di Mattoli, Compagnia di Prosa Teatro Nostro, prima al Teatro Salone Margherita, di Roma, il 14 settembre 1944[1]